# Carlos Alfredo Renom
Carlos Alfredo Renom ( La Plata, provincia de Buenos Aires, 5 de agosto de 1912  - Buenos Aires, 27 de julio de 1996 fue un abogado y ministro de la Corte Suprema de Justicia de Argentina y de la Suprema Corte de Justicia de la Provincia de Buenos Aires.

## Actuación docente y judicial
Estudió  en la Facultad de Ciencias Jurídicas y Sociales de la Universidad Nacional de La Plata, donde se recibió de abogado. Se dedicó al  ejercicio de la profesión y a la actividad docente e ingresó a la administración de justicia de la provincia de Buenos Aires al ser designado en ella en 1960 como juez del Tribunal del Trabajo de  La Plata.
En 1976 fue nombrado por el gobierno militar juez de la Suprema Corte de Justicia de la Provincia de Buenos Aires, cargo que dejó el 15 de febrero de 1982 al ser designado por Leopoldo Fortunato Galtieri para integrar la Corte Suprema de Justicia de la Nación en reemplazo de Pedro José Frías que había renunciado.
Compartió el Tribunal con Abelardo Rossi, Elias P. S. Guastavino y César Black. Renunció al cargo en octubre de 1983.
Carlos Alfredo Renom falleció en Buenos Aires el 27 de julio de 1996.